# فرودگاه آرای‌ئی بدفورد
فرودگاه آرای‌ئی بدفورد (به انگلیسی: RAE Bedford) یک فرودگاه است . این فرودگاه در کشور ایالات متحده آمریکا قرار دارد و در ارتفاع ۸۸ متری از سطح دریا واقع شده است.